# Peter Ellis (Regisseur)
Peter Ellis (* 28. Januar 1948; † 24. April 2006) war ein britischer Regisseur, der an der Entwicklung einer Reihe von Fernsehserien beteiligt war.
Er begann seine Regie-Karriere mit Folgen für verschiedene Fernsehdramenserien in England. In den späten 1980er Jahren zog er nach Hollywood, wo er für den Rest seines Lebens lebte.
Er arbeitete an Produktionen in den USA, Kanada, Frankreich, Neuseeland, Spanien und führte Regie bei mehreren Episoden von Highlander, Criminal Minds, Supernatural, Third Watch – Einsatz am Limit, Queen of Swords, Diagnose: Mord, Falcon Crest und The Optimist. Er schrieb auch sechs Episoden für The Optimist.
Ellis starb im Alter von 58 Jahren an einem Herzinfarkt. Die zweite Episode der 2. Staffel von Supernatural, Alle lieben Clowns, wurde ihm gewidmet.
Peter Ellis war der Bruder der Schauspieler Robin Ellis und Jack Ellis.